# Thea Sternheim
Thea Sternheim, geboren als Olga Maria Theresia Gustava Bauer (Neuss, 25 november 1883 - Bazel, 5 juli 1971) was een Duitse auteur, vertaler en dagboekschrijfster.
Van 1903 tot en met 1971 hield ze bijna onafgebroken een dagboek bij waarin ze schreef over haar dagelijkse leven alsmede haar briefwisselingen en vriendschappen met onder anderen Gottfried Benn, Max Ernst, Alfred Flechtheim, André Gide, Julien Green, Frans Masereel, Pablo Picasso en Jean Schlumberger. Het 30.000 pagina's tellende dagboek wordt beschouwd als een van de belangrijkste dagboeken van de twintigste eeuw vanwege zijn omvang en de langdurige periode van verslaglegging.
Ze was van 1907 tot en met 1927 getrouwd met toneelschrijver Carl Sternheim. Ze zette zich in de jaren zestig in voor het behoud van zijn nalatenschap.

## Jeugd
Olga Maria Theresia Gustava Bauer, roepnaam 'Thea', werd geboren in het Rijnlandse Neuss op 25 november 1883. Ze was de dochter van Georg Bauer en Agnes Schwaben. Ze groeide op in een conservatief en welgesteld katholiek gezin met twee oudere broers Richard en Theodor. Haar vader was een zeer vermogend industrieel en mede-eigenaar van Rheinische Schrauben- und Mutternfabrik "Bauer und Schaurte". Met ruim 400 werknemers was het een van de grootste werkgevers in de opkomende industriestad. Het huishouden van het gezin Bauer werd gerund door meerdere personeelsleden, waaronder een kindermeisje, kok en een huisknecht.
Hoewel ze binnen het gezin als jongste kind en enige dochter een voorkeurspositie had bij haar vader, voelde ze zich als meisje minderwaardig ten opzichte van haar broers. Het was voor haar duidelijk dat met name haar broer Theodor het lievelingetje was van haar moeder, waardoor ze geen sterke band met haar broers opbouwde. Als kind voelde ze zich naar eigen zeggen vaak eenzaam en ervaarde ze de relatie tussen haar en haar ouders als afstandelijk. Ze herinnerde haar vader als een 'angstaanjagende, dominante en strenge autoriteit' en haar moeder als een 'vreemde, bleke schim'.

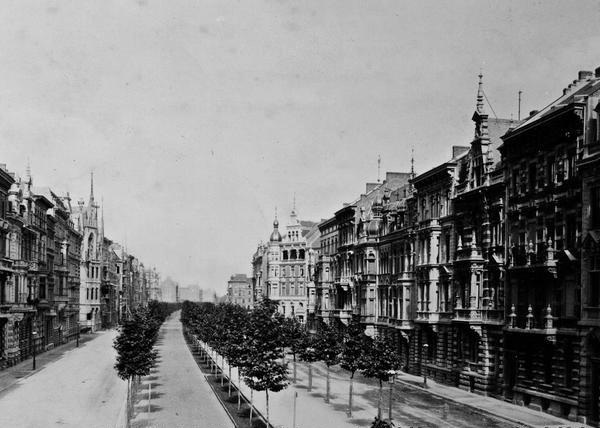
Hansaring, Keulen (ca. 1890)

In 1888 verhuisde het gezin naar een herenhuis in Keulen dat was ontworpen door de jongere broer van haar vader. Het huis lag aan de Hansaring, een boulevard die in deze periode werd beschouwd als het meest prestigieuze adres van Keulen. Achter de woning lag een tuin met een fontein, een stal met koetshuis en koetsierswoning, en een gastenpaviljoen met een eigen biljartzaal.
Een keer per week bezocht ze samen met haar moeder haar grootmoeder in het nabijgelegen Deutz. Naar eigen zeggen maakte het bescheiden huis van haar grootmoeder meer indruk op haar dan haar ouderlijk huis. Ondanks de levendige sfeer met twee honden en een Russisch sprekende papegaai, ervoer ze het huis als 'vredig'.

## Opleiding
In 1889 werd ze ingeschreven aan de private hogere meisjesschool Kuttenkeulersche Schule aan de Gereonsdriesch. Haar nicht Elisabeth Bauer startte op hetzelfde moment en de twee werden speelkameraden. Binnen de school werd een nadruk gelegd op religieus onderwijs. Hoewel haar ouders de kerk slechts sporadisch bezochten, werd ze aangemoedigd regelmatig kerkdiensten bij de wonen. Ook haar beide grootmoeders en kindermeisje hadden grote invloed op haar religieuze ontwikkeling. Haar kindermeisje spoorde haar aan een klein altaar met Mariabeeld in haar slaapkamer in te richten. Ze ontwikkelde een interesse in Bijbelse verhalen, martelaarsverhalen, hagiografieën en Griekse mythologie. Haar verzameling heiligenplaatjes vormde de basis voor haar latere passie voor kunst.

### Bonn
In 1896 begon ze op twaalfjarige leeftijd aan de Höhere Mädchen- oder Töchterschule in Bonn waar ze twee jaar in een katholiek privémeisjespensionaat verbleef. Het schoolleven was daar erg streng en liet weinig ruimte voor persoonlijke ontwikkeling. Toen ze in 1895 was gestart met de voorbereidingen op de communie, begon ze te twijfelen over het geloof. Om die reden veinsde ze ziekte op het moment dat ze haar Eerste Communie moest afleggen. Daarbij paste vroomheid ook niet goed bij haar persoonlijkheid. Ze raakte in conflict met de schoolleiding nadat ze een kritisch stuk over de kruistochten en spottende gedichten over klasgenoten schreef. Dit had als gevolg dat ze niet langer met bepaalde kinderen mocht optrekken vanwege haar 'anarchistische invloed'. Daarnaast confronteerde ze de schoolleiding met de censuur die werd toegepast op haar briefwisselingen. Om ook buiten de schooluren extra toezicht op haar te houden, werd schrijver Hans Willy Mertens ingehuurd als privéleraar. Ze volgde naast het reguliere schoolprogramma tevens muziek-, dans- en zangonderwijs. Een talent voor muziek en sport had ze niet, maar wel een grote voorliefde voor lezen en schilderen.
Nadat ze van haar tante een collectie Reclam-boekjes met klassieke toneelstukken kreeg, startte ze met het schrijven van korte toneelstukken en het geven van voordrachten. De toneel- en operavoorstellingen die ze in het stadstheater van Keulen zag, speelde ze na met haar poppentheater dat ze als kerstcadeau had gekregen. Samen met haar vriendinnen Isolde en Gudrun Wette, de dochters van schrijvers Hermann en Adelheid Wette, voerde ze toneelstukken op. Het artistieke huishouden van de familie Wette fascineerde haar en wakkerde haar verzet aan tegen de conservatieve, burgerlijke waarden van haar eigen familie. Ze ambieerde een carrière in het theater, iets dat voor vrouwen uit de burgerlijke kring in deze periode zeer ongewoon was. De meeste welgestelde vrouwen werkten niet, slechts het beroep van lerares was een geaccepteerde carrièremogelijkheid.

### Brussel
Op veertienjarige leeftijd, in 1897, stuurden haar ouders naar het internaat van een protestantse school in Brussel. Anders dan in Bonn kreeg ze een eigen slaapkamer en was ze omringd door studenten uit allerlei landen en werelddelen. De vrijere sfeer die er heerste paste beter bij haar en ze kon zich verder ontwikkelen. Ze had een voorliefde voor literatuur en geschiedenis, en leerde zeer snel te schrijven in het Frans. Buiten de schooluren reed ze paard, volgde ze pianolessen en las ze werken van Heinrich Heine, Émile Verhaeren en Maurice Maeterlinck. Daarnaast ontwikkelde ze een interesse in kunst van de Vlaamse school.
Tijdens de zomervakantie van 1899 keerde ze terug naar Keulen waar ze de tien jaar oudere toekomstige advocaat Arthur Löwenstein ontmoette. Hij fascineerde haar door zijn knappe uiterlijk, zijn talent om viool te spelen en zijn interesse in filosofie en muziek. Tegen het einde van de zomervakantie was ze, op vijftienjarige leeftijd, stiekem met Löwenstein verloofd. Na haar terugkeer naar het internaat schreef ze in het geheim brieven met hem. Toen haar vader dit ontdekte, verbood hij haar contact met hem te hebben. Löwenstein vroeg tijdens een bezoek met de kerst toestemming aan haar vader om met haar te trouwen, maar haar vader wees dit verzoek af, mede door de Joodse afkomst van Löwenstein.
Ze wilde graag naar de universiteit, maar toegang tot het hoger onderwijs was in deze periode voor vrouwen uitzonderlijk. Toen ze haar vader in 1899 vroeg eindexamen te mogen doen, keurde hij haar keuze af. Uit wrok jegens haar vader nam ze opnieuw contact op met Löwenstein en beloofde hem trouw te zijn. Opnieuw werd ze door haar vader betrapt, waarna hij Löwenstein in een brief betichtte uit te zijn op het vermogen van zijn dochter. Deze beschuldiging trof haar diep.
In de winter van 1900 zat haar tijd op het Brusselse internaat erop en keerde ze terug naar Keulen. De sfeer in het ouderlijk huis was gespannen en bereikte een dieptepunt tijdens Driekoningen in 1901. Ze wist haar kamermeisje, dat haar naar de kerk zou begeleiden, over te halen een ontmoeting met Löwenstein toe te staan. Na terugkeer naar huis raakte ze in een fysiek conflict met haar ouders, waarna ze uit wanhoop uit het raam probeerde te springen. Het voorval zorgde ervoor dat de relatie tussen haar en haar ouders verder verslechterde.

## Huwelijken
In de zomer van 1901 vertrok ze samen met een kennis van haar ouders naar Nederland. Daar begon ze opnieuw met Löwenstein te schrijven en ontmoetingen met hem te regelen, waarna plannen ontstonden om stiekem in Engeland te trouwen nadat hij zijn examen had gehaald. Op 10 november 1901 trouwde het paar in Londen. Daarna keerde het stel terug naar Keulen. Al snel merkte ze dat Löwenstein haar trachtte weg te houden bij haar vrienden en familie, waarna ze in opstand kwam tegen hem. Ze vluchtte weg in boeken uit de Russische literatuur van onder meer Tolstoj, Dostojevski en Gogol, die ze haar leven lang bleef koesteren.
Ze deed een poging zich te verzoenen met haar ouders door haar vader een brief te schrijven. Hij antwoordde haar dat hij haar vergaf, maar niet kon vergeten wat er was voorgevallen. Door haar ouders te beloven in de kerk opnieuw te trouwen en hun kinderen katholiek op te voeden, vonden ze opnieuw enige toenadering tot elkaar. In 1902 verhuisde het stel naar een nieuwbouwwoning in Oberkassel, nabij Düsseldorf. Het appartement was echter zeer vochtig, waardoor er constant drie kachels moesten branden. Daarnaast had ze, in tegenstelling tot in haar jeugd, slechts één dienstmeisje en moest ze zelf koken.

### Ontmoetingen
Op 3 december 1902 werd hun eerste dochter Agnes (Nucki) Löwenstein geboren, maar het echtpaar groeide steeds verder uit elkaar. Löwenstein leek vooral geïnteresseerd in zijn vioolspel, terwijl het moederschap op haar schouders terechtkwam. Datzelfde jaar leerde ze toneelschrijver Carl Sternheim kennen. Hij was op dat moment getrouwd met een oud-klasgenoot die ze kende uit het meisjespensionaat in Bonn. Met name zijn toneelstuk Judas Ischarioth (1901) maakte diepe indruk op haar, waarna ze een briefwisseling met hem begon. In deze periode kwam ze tevens in contact met de kring rond Sternheim, die bestond uit onder meer auteurs en kunstenaars, met wie ze gesprekken over literatuur en kunst voerde. Ze ontmoette onder anderen kunsthandelaar en galeriehouder Alfred Flechtheim, met wie ze haar liefde voor moderne kunst deelde. In 1903 startte ze met het bijhouden van een dagboek en datzelfde jaar publiceerde ze haar verhaal Anna onder zijn naam. In 1904 had ze enkele geheime ontmoetingen met hem, waarbij ze zwanger van hem raakte. Op 10 januari 1905 werd hun dochter Dorothea (Mopsa) geboren, die doordat ze nog getrouwd was met Löwenstein diens achternaam kreeg.

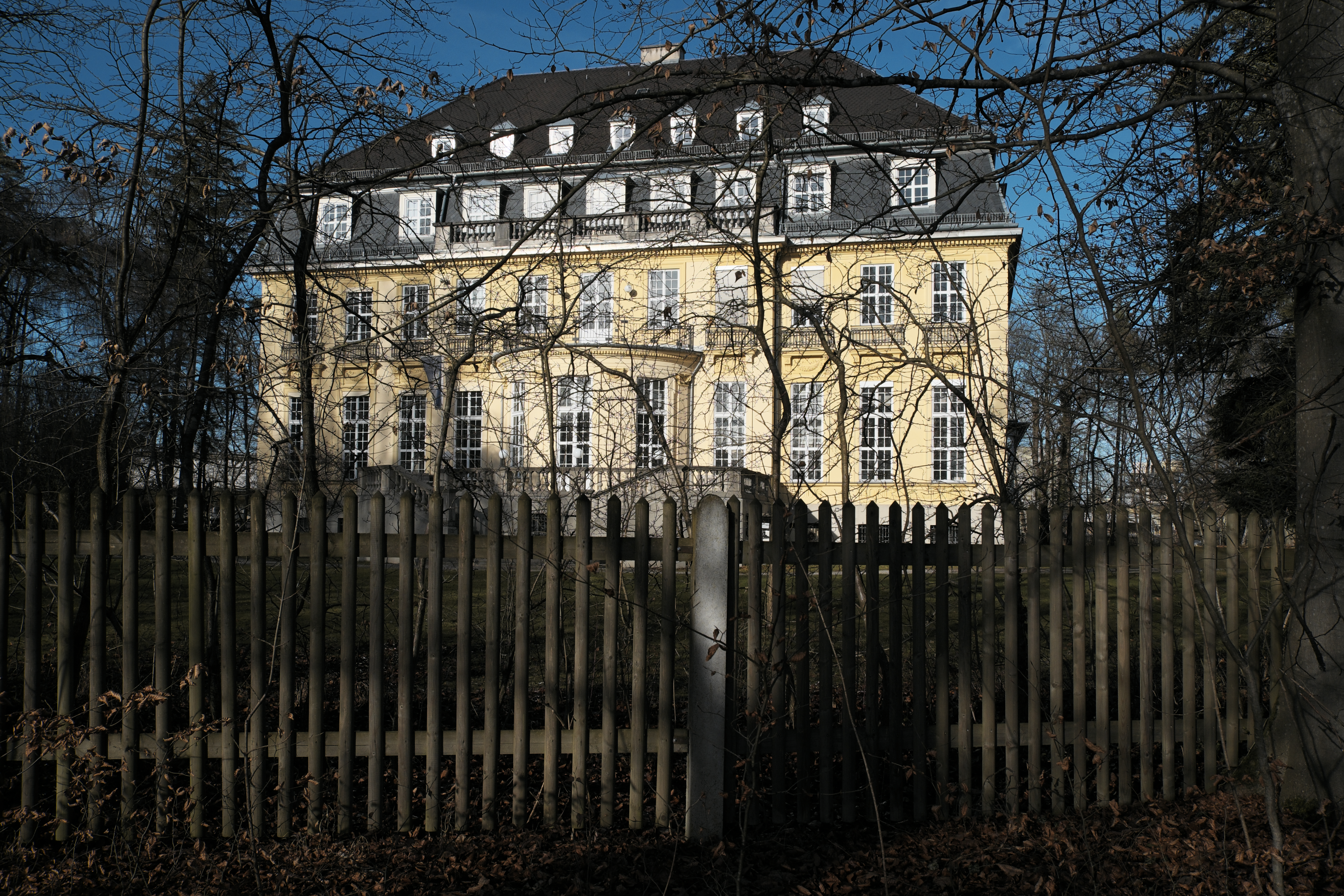
Villa Bellemaison in Höllriegelskreuth

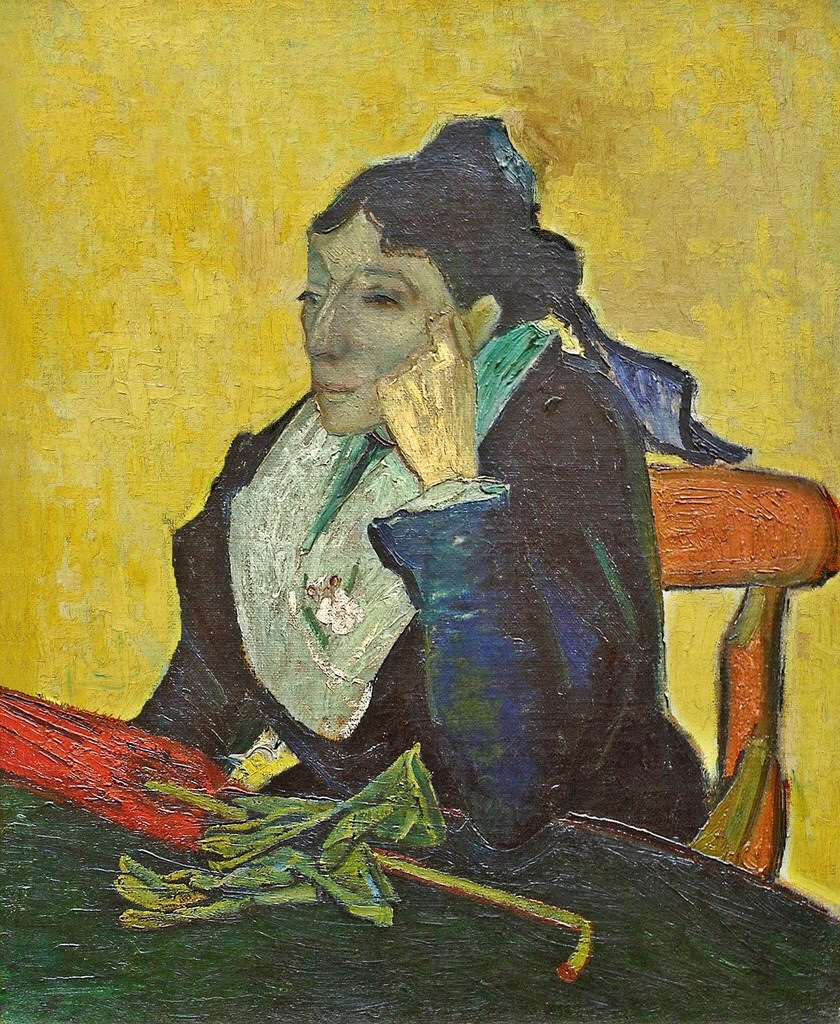
Thea Sternheim bezat onder meer het werk L'Arlésienne van Van Gogh dat ze in 1908 aankocht en in 1915 verkocht.

De relatie met Sternheim zorgde echter voor verdere frictie in haar huwelijk. In december van 1906 verliet ze Löwenstein om met Sternheim te gaan samenwonen. Naar eigen zeggen las ze op de avond dat ze Löwenstein verliet het boek Madame Bovary. Het verhaal, over een vrouw die worstelt met haar rol als echtgenote en moeder, gaf haar inzicht in haar eigen situatie. Nadat ze in april 1907 officieel van hem was gescheiden, kreeg hij de voogdij over de kinderen. In juli van dat jaar hertrouwde ze met Sternheim.
In 1906 had ze enkele miljoenen Duitse mark van haar vader geërfd die in mei van dat jaar was overleden, waarmee ze na haar huwelijk met Sternheim de villa Bellemaison in Höllriegelskreuth, nabij München, liet bouwen. Op 2 januari 1908 werd hun zoon Klaus (Kloisy) Sternheim geboren. De woning werd een ontmoetingsplek voor kunstenaars, schrijvers en theatermensen, onder wie de schrijvers Franz Blei en Harry Graf von Kessler, de kunstenaars Ottomar Starke, Gustav Klimt en Ernesto de Fiori, en filmregisseur Max Reinhardt. In 1908 begon het echtpaar met het verzamelen van kunst, onder meer werken Van Gogh, Renoir, Matisse en Picasso. In Duitsland behoorden ze tot de eerste verzamelaars van werken van Van Gogh. Daarnaast werkten ze ook samen: in 1910 leerde ze typen en hielp ze Sternheim bij het uittypen en corrigeren van zijn manuscripten.

### Schrijfwerk en fotografie
Vanaf 1909 hield ze regelmatig een dagboek bij, waarin ze schreef over haar huwelijk, haar kinderen, literatuur, kunst en politiek. Vanaf het jaar daarna schreef ze bijna dagelijks. Over het bijhouden van een dagboek schreef ze: "Wat iemand aantrekkelijk maakt is voor mij in ieder geval zijn geestelijk bezit, zijn huisraad aan gedachten, aan wat hij heeft opgetekend. Op de eerste plaats komen voor mij het dagboek, brieven, manuscript. Ik zou elke kostbare, elke eerste uitgave opofferen voor een handgeschreven woord, een persoonlijke herinnering." Daarnaast waren ook brieven die ze schreef en ontving een belangrijk onderdeel van haar dagboek.
Als amateurfotografe portretteerde ze regelmatig haar vrienden, familie en kunstenaars. Ze gebruikte deze foto's om haar dagboeken te illustreren en maakte uitgebreide fotoboeken. Nadat ze in 1911 een spleetsluiter had gekocht, richtte ze zich op portretfotografie en maakte ze portretten van onder anderen Ernesto de Fiori, Alfred Flechtheim en werknemers van een papierfabriek in Rouen. Vanaf 1912 volgde ze fotografielessen bij hoffotograaf Franz Wacker.

## Vertrek naar België

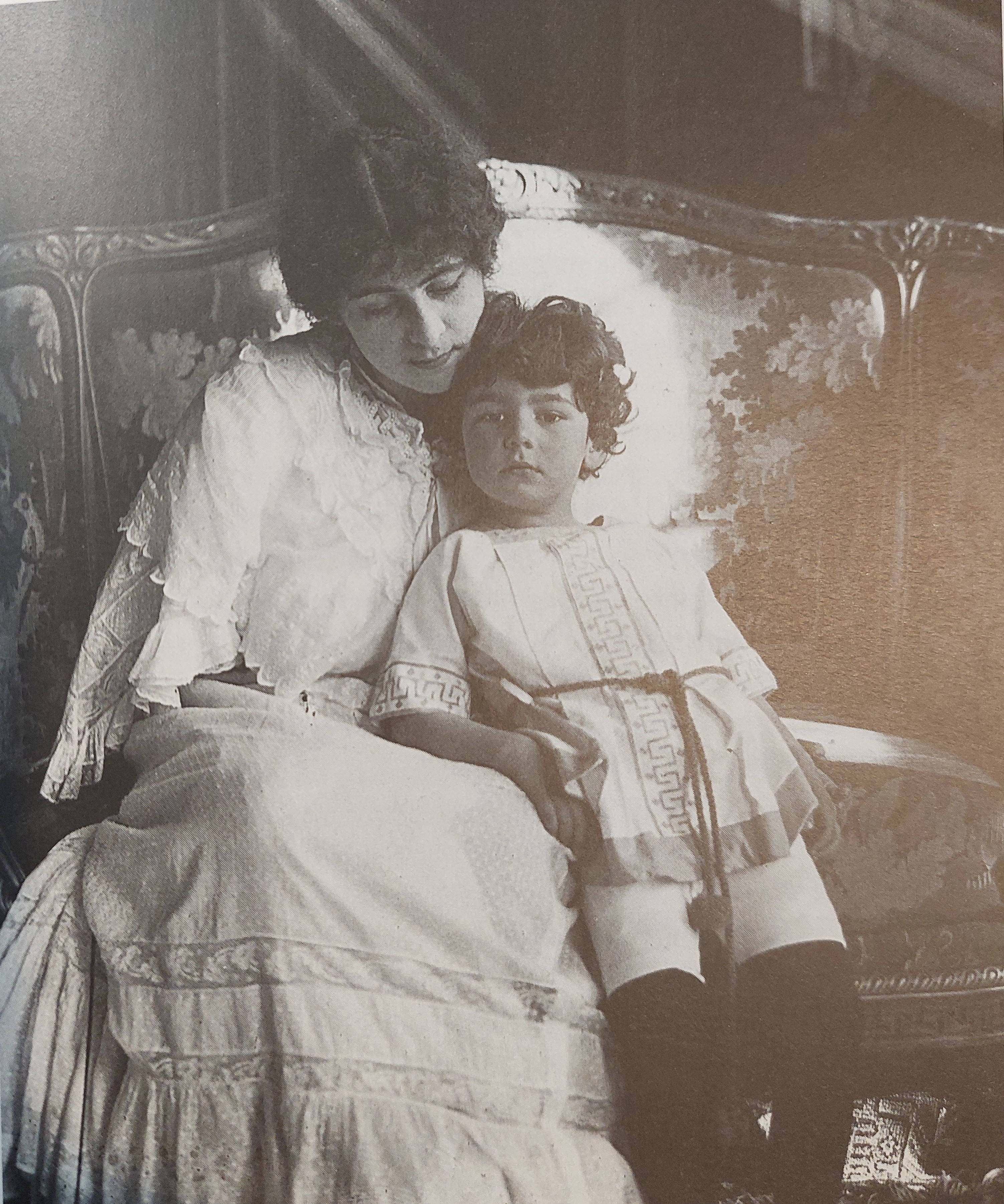
Thea Sternheim met haar zoon Klaus 'Kloisy' Sternheim (1911), gefotografeerd door Ernesto de Fiori

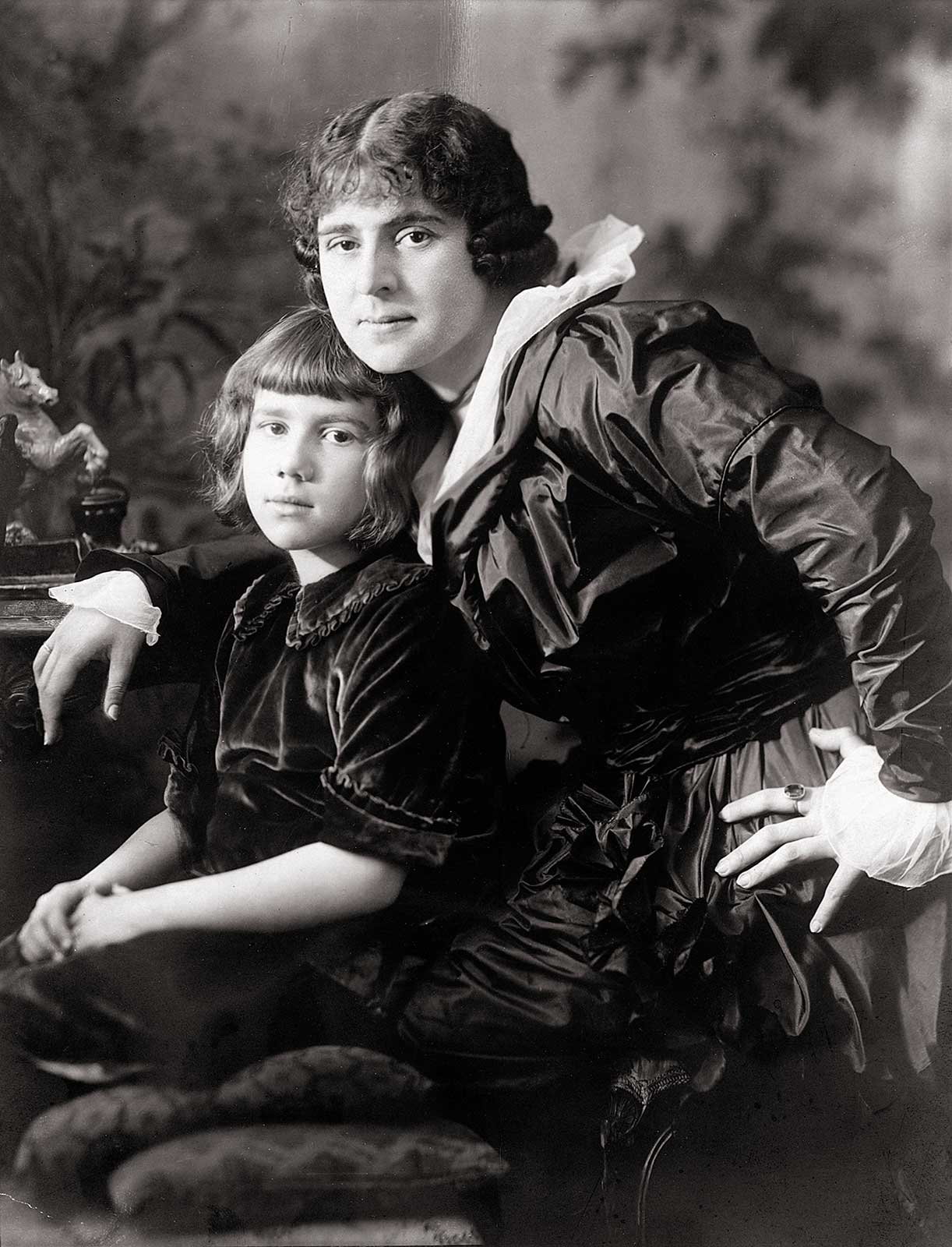
Thea Sternheim met haar dochter Dorothea 'Mopsa' Sternheim (1913), gefotografeerd door Franz Grainer

Nadat de vader van Sternheim, een mede-eigenaar van een Berlijnse bank, in financiële moeilijkheden raakte, was het voor het gezin niet meer mogelijk hun weelderige leven voort te zetten. De villa werd verkocht en het gezin vertrok in augustus 1912 naar België, waar ze zich aanvankelijk in Westende en vanaf 30 juni 1913 in Terhulpen, nabij Brussel, vestigden. De omgeving voelde erg vertrouwd voor haar en de regio Groenendaal speelde een grote rol in haar latere roman Sackgassen (1952). In 1912 hertrouwde Löwenstein waarna hij de zorg voor dochter Mopsa aan haar overdroeg en zij bij het gezin introk. Hierna ontwikkelden zij een sterke band. Ze bracht veel tijd door met de kinderen en gaf hen thuis onderwijs.

### Eerste Wereldoorlog
Na het uitbreken van de Eerste Wereldoorlog in juli 1914 vertrok het gezin via Nederland naar Duitsland en Zwitserland. Ze woonden tijdelijk in Bad Harzburg, Genève en Königstein im Taunus. Tijdens de oorlogsjaren hield ze zich bezig met het vertalen van toneelstukken, waaronder het stuk La paix de ménage van Guy de Maupassant. Daarnaast schreef ze in 1915 een artikel over Tolstoj dat in 1917 werd gepubliceerd in Das Aktionsbuch van de links-radicale publicist Franz Pfemfert. In mei 1916 keerde het gezin terug naar Terhulpen.
Aanvankelijk woonden ze in Villa Piccola, daarna verhuisden ze naar de nieuwgebouwde Villa Clairecolline. De villa groeide tijdens de oorlogsjaren uit tot een sociale ontmoetingsplaats voor intellectuelen en kunstenaars. Ze stonden in nauw contact met in Brussel gestationeerde Duitsers, waaronder auteur Gottfried Benn, kunsthandelaar Alfred Flechtheim en uitgever Hermann von Wedderkop.
Naarmate het einde van de oorlog naderde, groeide de dreiging jegens Duitse burgers in België. Carl vertrok in oktober 1918 met Mopsa en Klaus naar Nederland en vestigde zich in Scheveningen. Zelf bleef ze tot februari 1919 in Terhulpen. Een deel van het vermogen en bezittingen van het gezin, waaronder hun bibliotheek, werden door de Belgische autoriteiten geconfisqueerd als vijandelijk bezit. Zelf omschreef ze deze periode als 'die verschrikkelijke breuk in ons leven'.
Aangezien het voor het gezin Sternheim niet mogelijk was in Nederland te blijven, vertrokken zij in april 1919 naar Zwitserland waar ze zich in Thun vestigden. Na een maand verhuisden ze naar Sankt Moritz en woonden vanaf februari 1920 in Uttwil aan het Bodenmeer in het huis Margit van René Schickele.

### Conflicten
In de periode na de Eerste Wereldoorlog kampte Carl Sternheim met een steeds sterker afnemend cognitief vermogen door een syfilisbesmetting waarna hij seksueel grensoverschrijdend gedrag naar andere vrouwen en naar hun dochter Mopsa begon te vertonen. Daarnaast had hij diverse buitenechtelijke relaties, wat voor onrust in huis zorgde. Ze wist van dit gedrag, en had regelmatig conflicten met hem, maar verliet hem niet. De situatie had een grote impact op haar geestelijke gesteldheid, waarna ze depressief werd en in oktober 1920 een suïcidepoging deed.

## Terugkeer naar Duitsland

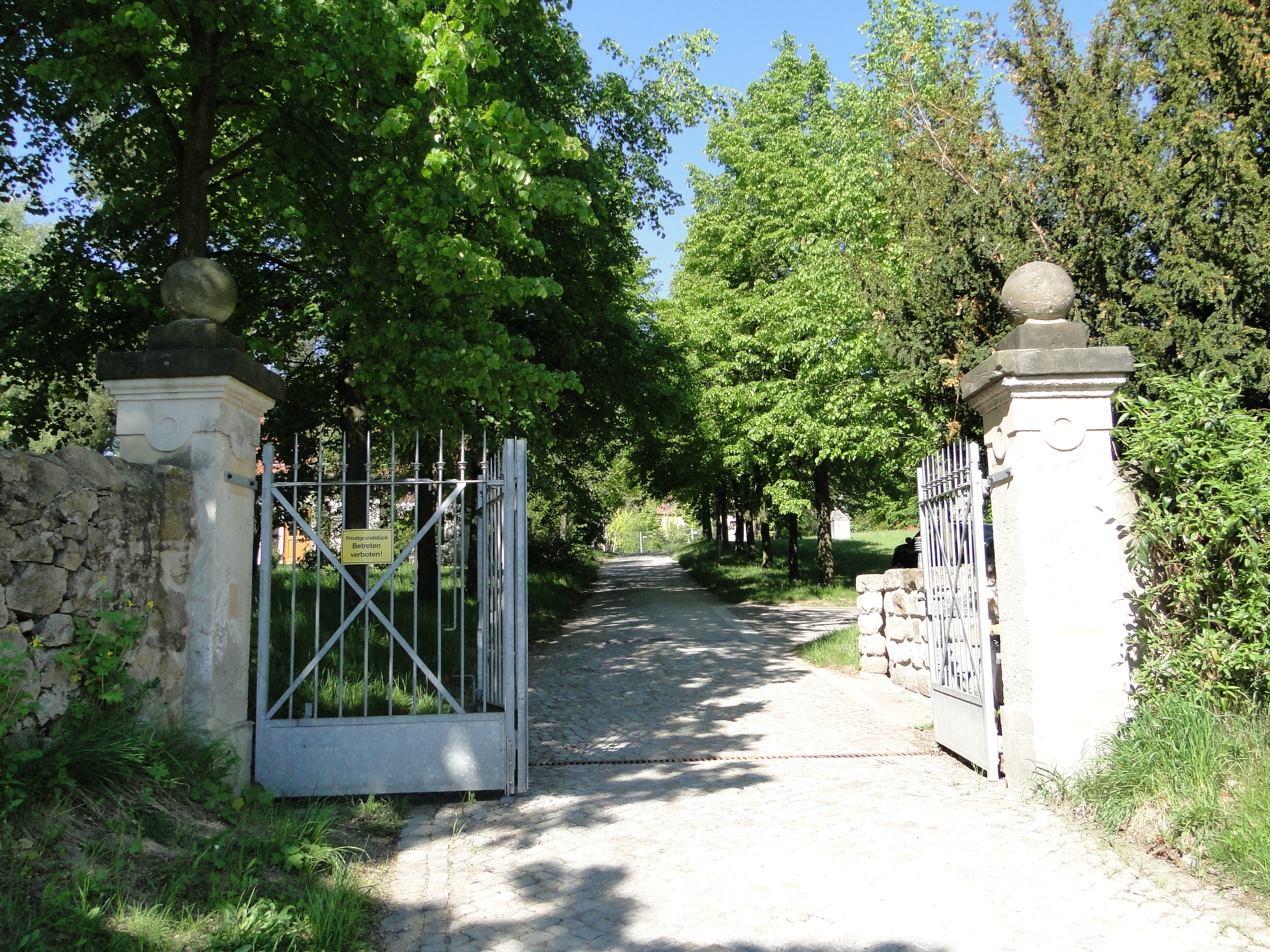
Toegangspoort tot landhuis Waldhof

Vanwege aanhoudende financiële problemen verhuisde het gezin in juni 1922 van Zwitserland naar landhuis Waldhof op het platteland van Wilschdorf, nabij Dresden. In deze periode bleven de gezondheidsproblemen van Sternheim aanhouden, wat zijn weerslag had op het gezinsleven. Daarnaast was het vanwege financiële moeilijkheden niet mogelijk meerdere dienstboden in dienst te nemen, waardoor ze het naar eigen zeggen lastiger vond aan zijn eisen te voldoen. Desondanks werkten ze vaak samen, waarbij zij bronnenonderzoek deed en scènes van zijn toneelstukken schreef, terwijl ze tegelijkertijd verder werkte aan haar roman.
In Dresden stonden ze in nauw contact met kunstschilder Conrad Felixmüller en diens familie, de communistische pedagoog Otto Rühle en zijn echtgenote schrijfster en psychologe Alice Rühle-Gerstel, en publicist en uitgever Franz Pfemfert. 
Hun kinderen zetten in de tussentijd de eerste stappen richting volwassenheid. Dochter Mopsa studeerde decorontwerp aan de kunstacademie van Dresden en zoon Klaus vertrok naar Engeland om zijn talenkennis verder uit te breiden. Met haar dochter Agnes, uit haar eerste huwelijk, had ze in deze periode de sterkste band en in 1925 maakten ze samen een reis naar Assisi.

### Verhuizing naar Zwitserland
In de nazomer van 1924 verkochten de Sternheims het landhuis en keerden ze terug naar Uttwil aan de Bodensee in Zwitserland waar ze in oktober een bescheiden woning betrokken. In augustus 1925 verhuisden ze naar een zelfontworpen huis. Tussen 1925 en 1927 hield ze zich bezig met het vertalen van enkele toneelstukken van Franse auteurs van onder anderen Henri Ghéon, André Maurois en André Gide. Ze onderhandelde vervolgens met uitgevers en beval de werken aan bij Duitse regisseurs. Ze was een zeer groot bewonderaar van Gide en leerde hem in januari 1927 persoonlijk kennen in Parijs. Hierna ontwikkelden ze een hechte vriendschap die duurde tot aan zijn dood in 1951.
Halverwege de jaren twintig onderhield ze een intensieve briefwisseling met Gottfried Benn, die in 1926 zijn romantische belangstelling voor haar kenbaar maakte, terwijl hij tegelijkertijd een affaire had met haar dochter Mopsa. Toen Benn de relatie met Mopsa in augustus 1926 wilde beëindigen, dreigde Mopsa met zelfmoord. Mopsa nam een overdosis pillen, waarna Benn, die tevens arts was, haar maag leegpompte.

### Echtscheiding
Op 25 november 1927 besloot ze van Carl Sternheim te scheiden en in januari van het jaar daarna verhuisde ze naar Berlijn. Aldaar onderhield ze vriendschappen met onder anderen de kunstenaar René Crevel, auteur André Gide, actrice Tilla Durieux en dominicaan en pater Franziskus Maria Stratmann die haar had ondersteund in haar echtscheidingsplannen. Via Gide ontmoette ze in oktober 1929 de Belgische schilder Herman de Cunsel met wie ze tevens goed bevriend raakte.
Haar dochter Mopsa en zoon Klaus woonden tevens in Berlijn. Ze maakte zich grote zorgen om hen, aangezien ze beiden drugsverslaafd waren en het hen op professioneel vlak niet altijd voor de wind ging. Haar eigen leven werd gekenmerkt door financiële tegenslagen die ontstaan waren na de echtscheiding. Er waren ruzies ontstaan over het vermogen en de kunstcollectie. Na de echtscheiding was de gezondheid van Carl Sternheim verder verslechterd en hij werd in 1928 vanwege een zenuwinzinking opgenomen in een sanatorium. Nadat hij in juni 1929 werd overgeplaatst naar een sanatorium in Berlijn, bleek dat zij een kalmerende invloed had op zijn waanaanvallen, waarna ze besloot intensief voor hem te gaan zorgen. Ze regelde een woning voor hem aan de Düsseldorferstraße in Berlijn-Wilmersdorf. Haar goede vriend Gottfried Benn speelde in deze periode een belangrijke rol als arts van Sternheim alsmede als vertrouwenspersoon voor haar. Nadat Sternheims gezondheid verbeterde, verruilde hij samen met actrice Pamela Wedekind Berlijn voor Brussel en hertrouwde met haar in 1930.

## Ballingschap
Begin jaren dertig kwam het nationaalsocialisme in Duitsland steeds sterker in opkomst. Van vrienden en kennissen die zich openlijk met de politieke stroming sympathiseerden, nam ze steeds meer afstand. In 1931 omschreef ze het Duitse volk in haar dagboek als een 'natie dol van nationalisme' en typeerde ze Duitsland als 'een gevangeniscel bij uitstek'.
Op 1 april 1932, voor de machtsovername van Adolf Hitler, emigreerde ze naar Parijs. Aanvankelijk verbleef ze in diverse hotels, maar verhuisde eind oktober 1933 naar een appartement in het 14e arrondissement. In Parijs stond ze in contact met zowel Duitse emigranten als met een kring van Franse intellectuelen en kunstenaars. Ze was bevriend met onder anderen André Gide, René Crevel, Jean Schlumberger, Pablo Picasso, Frans en Pauline Masereel, Max Ernst, en Anne en Julien Green. Haar vriendschap met Gottfriend Benn bekoelde in deze periode. Tijdens de opkomst van het nazisme had Benn zich aanvankelijk niet uitgesproken tegen de maatregelen van Adolf Hitler, maar beschouwde hij het nationaalsocialisme als een manier om 'het wankelende Westen te redden'. Nadat hij in 1933 het werk Antwort an die literarischen Emigranten publiceerde, voelde ze zich erg bespot en besloot ze het contact te verbreken.
Doordat het niet eenvoudig was haar bezittingen vanuit Duitsland naar Frankrijk over te brengen en haar tegoeden waren bevroren, namen de financiële problemen toe. Daarnaast maakte ze zich nog steeds grote zorgen om de verslavingsproblematieken van haar kinderen. Kort na het uitbreken van de Tweede Wereldoorlog in 1939 verhuisde haar dochter Mopsa naar haar atelier, omdat ze door haar drugsgebruik in financiële problemen was geraakt en Mopsa vanwege haar Joodse afkomst vreesde voor haar veiligheid.

### Tweede Wereldoorlog
Omdat ze Duits staatsburger was, werd ze na de inval van België door nazi-Duitsland in 1940 gearresteerd en overgebracht naar vrouwenkamp Gurs in de Pyreneeën. In het kamp werd ze ernstig ziek door dysenterie, maar door hulp van Franse vrienden na twee maanden vrijgelaten. Na haar vrijlating vertrok ze naar Nice, waar haar vrienden kunstschilder Simon-Albert Bussy en zijn echtgenote vertaalster Dorothy Bussy woonden. In het najaar van 1940 keerde ze terug naar Parijs. Tijdens de oorlogsjaren schreef ze in haar dagboeken over de politieke situatie en de zorgen die zij had omtrent de oorlog. Nog voor de Wannseeconferentie in 1942 was ze op de hoogte van de plannen voor de systematische uitroeiing van de joodse bevolking van Europa.
De toenemende antisemitische houding van de Franse Vichy-regering had een grote impact op haar vriendenkring: André Gide vertrok naar Noord-Afrika, en Annette Kolb, Julien Green en Max Ernst emigreerden naar de Verenigde Staten. Haar zoon Klaus vertrok in 1941 naar Mexico, waarna het contact verbroken werd. In 1944 werd ze stateloos verklaard.

## Naoorlogse jaren
In 1944 werd haar dochter Mopsa die, zonder haar medeweten, onderdeel was van het verzet opgepakt en overgebracht naar kamp Ravensbrück. In juni 1945 keerde ze terug naar Parijs. Ze ving haar dochter na haar terugkeer op, maar was zelf tijdens de oorlog volledig verarmd: haar volledige collectie schilderijen had ze tijdens de oorlogjaren moeten verkopen. In 1946 kreeg ze het bericht dat haar zoon Klaus in Mexico was overleden, wat ze omschreef als 'een van de pijnlijkste beproevingen van haar leven'. Daarnaast ervaarde ze een gevoel van algehele uitputting, wat uiteindelijk leidde tot een depressie. In de jaren na de oorlog leidde ze een teruggetrokken en sober bestaan.

### Sackgassen
In juli 1949 nam ze na zestien jaar voor het eerst opnieuw contact op met Gottfried Benn. Hij bracht haar in contact met uitgever Max Niedermayer van Limes Verlag aan wie ze in januari 1951 het manuscript van haar roman Sackgassen, dat een bewerking was van haar verhaal Anna dat in 1903 onder Carl Sternheims naam was gepubliceerd, toestuurde. In juli 1952 werd de roman voor het eerst gepubliceerd. Ondanks positieve recensies, kende het boek slechts matige verkoopcijfers, waardoor het voor haar voelde als een mislukking. Desondanks bleef ze optimistisch over haar situatie en nam contact op met Franse uitgeverijen om het boek te laten vertalen, maar dit was zonder resultaat.
Na de publicatie van Sackgassen richtte ze zich op het werk Erinnerungen, over haar kindertijd, huwelijken en leven als alleenstaande vrouw, dat in 1995 postuum werd gepubliceerd. Daarnaast richtte ze zich op een nieuwe vertaling van het werk Kassette van Carl Sternheim en vertalingen van werken van Gabriel Marcel en Pierre Jean Jouve. Door de publicatie van Sackgassen was ze in contact gekomen met Marguerite Schlüter, de redacteur van Limes Verlag, waarna de twee decennia lang een intensieve briefwisseling onderhielden.

### Vriendenkring
In de jaren vijftig werd haar vrienden- en kennissenkring steeds kleiner. Haar goede vriend André Gide was in 1951 overleden, enkele vrienden waren naar de Verenigde Staten geëmigreerd en in 1956 stierf Benn aan de gevolgen van kanker. Na zijn dood schreef ze: "De wereld, die op zichzelf al zo leeg is geworden, wordt steeds leger."
Twee jaar eerder was ook haar dochter Mopsa aan kanker gestorven. Hoewel ze periodes hadden waarin veel conflicten tussen de twee bestonden, hadden ze de laatste jaren een zeer goede band. Zelf had ze ook te kampen met gezondheidsklachten, maar na een galblaasoperatie in 1957 raakte ze aan de beterende hand. Na de dood van haar dochter Mopsa ging het ook financieel iets beter door de Wiedergutmachung die ze ontving van de Duitse overheid voor de periode dat Mopsa in Ravensbrück gevangen zat.

### Verhuizing naar Bazel
In 1962 verhuisde ze omwille van gezondheidsredenen naar Bazel, waar ze in de buurt woonde van haar dochter Agnes. Vanwege een moeizame relatie tussen haar en haar schoonzoon, de auteur Heinrich Enrique Beck, verslechterde de relatie met haar dochter, waardoor ze zich erg eenzaam voelde. Ze wist echter al snel in contact te komen met personen met wie ze culturele, religieuze en politieke discussies kon voeren. Hoewel ze sinds 1944 stateloos was, volgde ze de politieke situatie in haar geboorteland met grote interesse. 
In Zwitserland stond ze in contact met literatuurwetenschappers, onderzoekers van Sternheims werk en archivarissen van het Deutsches Literaturarchiv in Marbach. Samen met uitgever Wilhelm Emrich zette ze zich in voor de publicatie van het volledige oeuvre van Sternheim. Bernhard Zeller, de toenmalige directeur van het Deutsches Literaturarchiv, en de Sternheim-onderzoekers Wolfgang Wendler en Manfred Linke haalden haar over haar dagboeken aan het literair archief over te dragen, wat ze uiteindelijk kort voor haar dood deed. Ze overleed in Bazel op 5 juli 1971. Ze werd 87 jaar oud.

## Nalatenschap
De dagboeken van Thea Sternheim zijn onderdeel van het Literair Archief van Bazel (Basler Literarische Archiv). Van september tot en met november 2015 werden haar dagboeken en foto's door de universiteitsbibliotheek van Bazel geëxposeerd.
- Bibliothèque nationale de France: cb12701466x (data)
- Gemeinsame Normdatei: 11924294X
- International Standard Name Identifier: 0000 0001 0928 8782
- Library of Congress Control Number: n88104948
- Nationale Bibliotheek van Tsjechië: xx0014544
- Nationale Bibliotheek van Israël: 987007277505805171
- Nederlandse Thesaurus van Auteursnamen: 072541083
- PIC: 335900
- RKD-Nederlands Instituut voor Kunstgeschiedenis: 395365
- Système universitaire de documentation: 028741455
- Union List of Artist Names: 500076531
- Virtual International Authority File: 100299539
- WorldCat: E39PBJjd8P7VfRVDKDkCtGppT3